# Ратенов, Луц
Луц Рате́нов (нем. Lutz Rathenow; род. 22 сентября 1952, Йена) — немецкий поэт и прозаик, диссидент в ГДР. С марта 2011 года занимает должность уполномоченного земли Саксония по архивам Штази.

## Биография
Отслужив в пограничных войсках ГДР, Ратенов поступил в Йенский университет, где обучался на преподавателя немецкого языка и истории. В университете Ратенов руководил литературным кружком оппозиционной направленности и поддерживал контакты с берлинским еженедельником Weltbühne. В 1975 году под давлением МГБ ГДР деятельность литературного кружка была запрещена чиновниками от культуры. В 1976 году Ратенов был арестован после протестов в связи с лишением гражданства Вольфа Бирмана, в начале 1977 года, за три месяца до сдачи государственных экзаменов Ратенов был исключён из университета за «сомнения в основных положениях, объективизме и интеллектуализации проблем».
Ратенов работал водителем на предприятии VEB Carl Zeiss Jena. В 1977 году Ратенов переехал вслед за женой в Восточный Берлин, где работал в театре и занимался литературной деятельностью.
В 1980 году книга Ратенова Mit dem Schlimmsten wurde schon gerechnet была опубликована в ФРГ. Квартира Ратенова подверглась обыску, он был вновь арестован и помещён в следственный изолятор МГБ ГДР. Через 10 дней его выпустили благодаря заступничеству Кристы Вольф и Гюнтера Грасса. Ратенов остался в ГДР и отказывался от предложенного ему властями разрешения покинуть страну. Вместе с Бербель Болай и Гердом Поппе он активно участвовал в независимом движении за мир и гражданские права. Ратенов поддерживал тесные и зачастую тайные контакты с Юргеном Фуксом, проживавшим в Западном Берлине.
После политических изменений в ГДР в январе 1992 года решение об исключении Ратенова из Йенского университета было официально отменено и ему был вручён диплом о высшем образовании.
Ратенов с удовольствием пишет книги для детей. Он также ведёт рубрику на радио, пишет эссе на различные темы, по приглашению Фонда Фридриха Наумана выступает с лекциями и работает редактором газеты liberal. Два раза в год организует литературный семинар. В марте 2011 года министр юстиции Саксонии Юрген Мартенс назначил Луца Ратенова уполномоченным земли Саксония по архивам Штази.
Луц Ратенов женат, отец двоих сыновей.